# Красный проспект

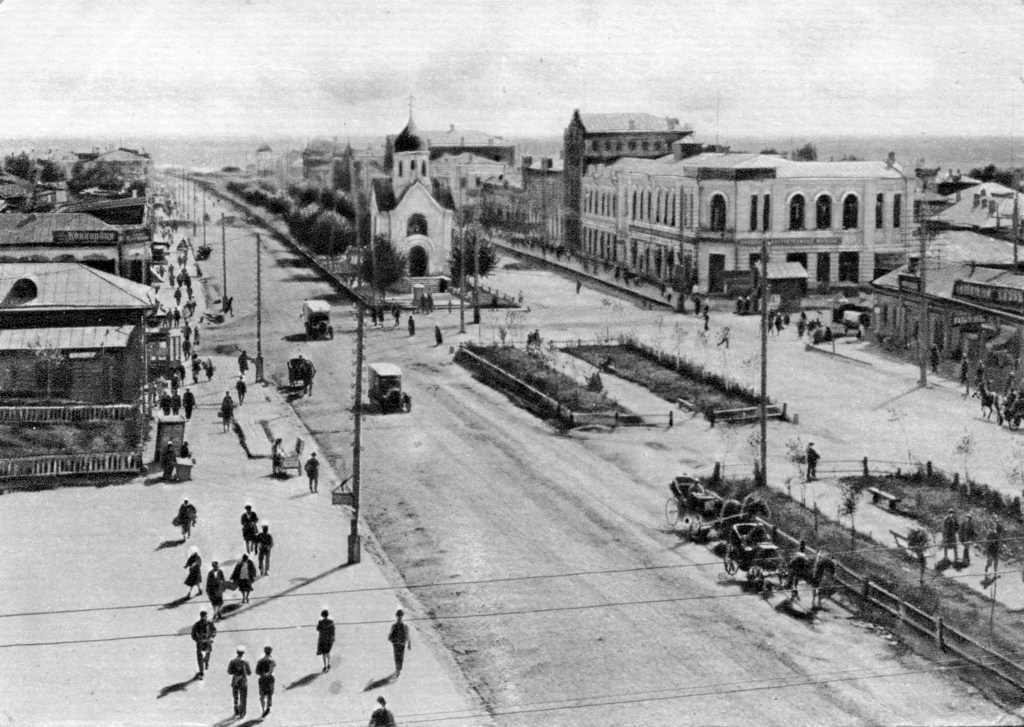
Вид на Красный проспект, в центре — часовня Чудотворца Николая (вторая половина 1920-х)

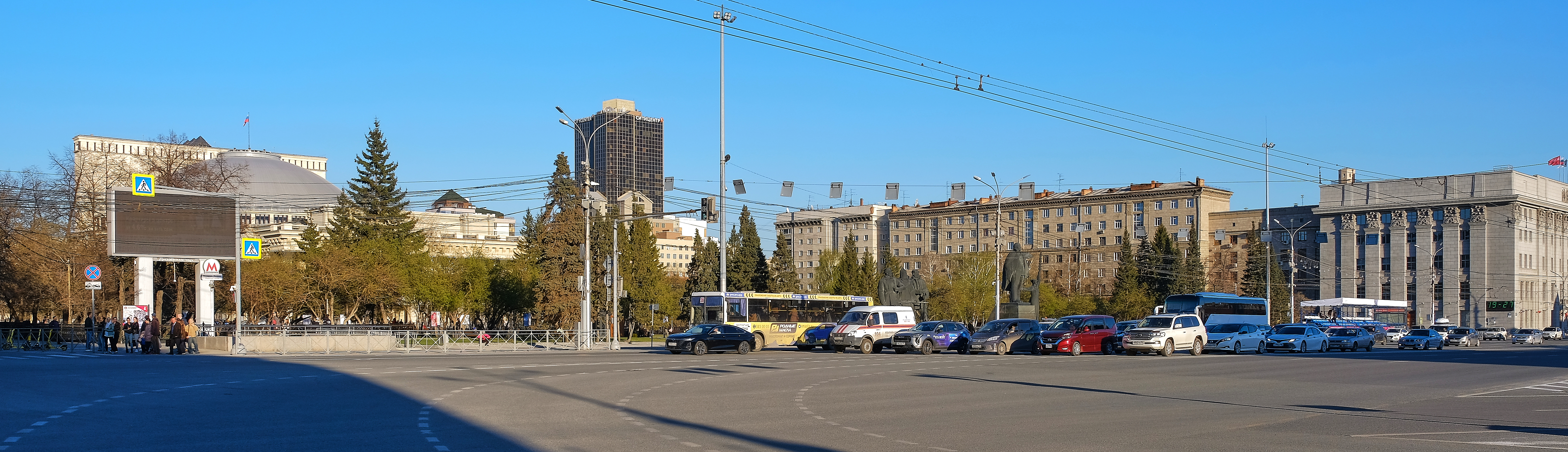
Красный проспект пересекает площадь Ленина

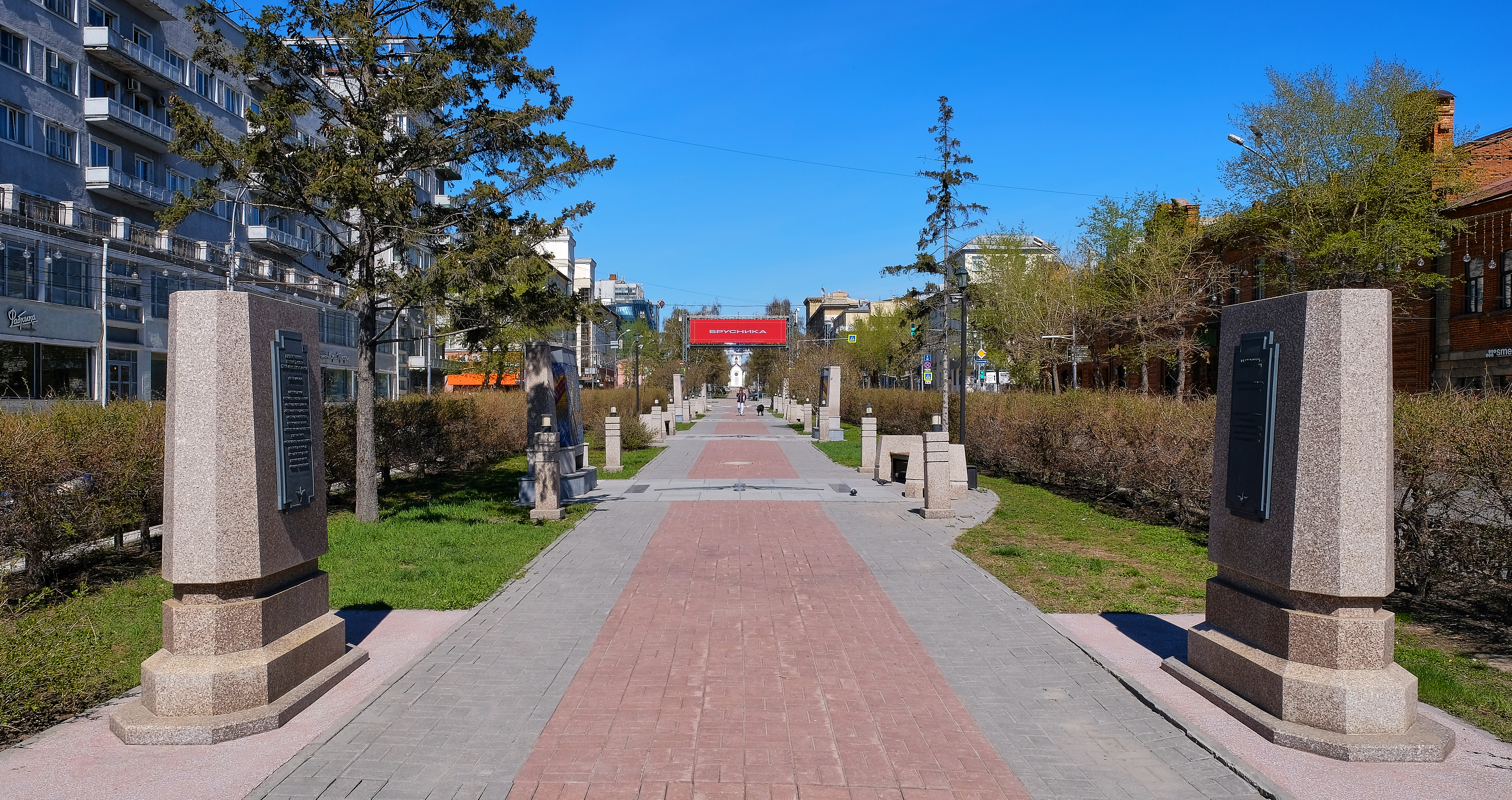
Бульвар на Красном проспекте

Кра́сный проспект (до 1920 года — Никола́евский проспект) — центральная магистраль Новосибирска. Общая протяжённость — около восьми с половиной километров. Начинается от набережной Оби в том месте, где реку пересекает Транссибирская железнодорожная магистраль, проходит по территории Центрального и Заельцовского районов города с юга на север. Переходит в улицу Аэропорт в восьмистах метрах от городского аэропорта «Северный». В 2018 году новую дорогу в микрорайоне Родники назвали продолжением Красного проспекта, новым домам на этом участке стали присваивать номера 310 и выше (на основном Красном проспекте нумерация заканчивается домами 181 и 232). Соединение этого участка с улицей Аэропорт мэрия Новосибирска обещает до 2022 года. Новая дорога должна пройти по территории закрытого аэропорта «Северный». Частью Красного проспекта является центральная площадь города — площадь Ленина, а также Южная площадь (ныне площадь инженера Будагова, первоначально называлась Базарная площадь), Свердлова и Калинина. На большей части проспекта проезжая часть разделена бульваром или парковками.

## История
- 1896 год — под руководством начальника чертёжной мастерской Алтайского горного округа Александра Лесневского разрабатывается план прокладки новых улиц посёлка Ново-Николаевского. Главная из них должна была пройти от старой Базарной площади (ныне площадь инженера Будагова) на север;
- 1896 год — для прокладки будущего проспекта прорублена просека в сосновом бору, окружавшем посёлок. Проспект, как и посёлок, получил название в честь взошедшего на престол императора Николая II;
- 1897 год — закладка в начале проспекта каменного православного храма. Стройку возглавил инженер-путеец Н. М. Тихомиров — строитель последнего пролёта моста для Транссиба.
- 1899 год — храм в основном достроен и 29 декабря освящён в честь святого благоверного князя Александра Невского.
- 1911 год — на Новой Базарной площади (ныне площадь Ленина) по проекту Андрея Крячкова построен Городской торговый корпус. Это здание является одним из символов Новосибирска, с 1987 года в нём размещается историческая экспозиция городского краеведческого музея.
- 1914 год — 20 июля на Николаевском проспекте состоялся торжественный молебен в честь закладки часовни, которая сооружалась на пожертвования верующих. 6 декабря часовня освящена в честь святителя Николая Чудотворца.
- 1920 год — проспект переименован в Красный, Новая Базарная площадь — в Красную площадь.
- 1922 год — Красная площадь переименована в площадь Жертв Революции.
- 1924 год — постановлением чрезвычайного заседания Сибревкома и новосибирского Горсовета центральная площадь города вновь переименована — на этот раз в площадь Ленина.
- 1929 год — 9 ноября президиум Новосибирского окружного исполнительного комитета принимает постановление о сносе часовни на Красном проспекте. Мотивация, указанная в постановлении — «учитывая пожелания трудящихся масс и считаясь с благоустройством города».
- 1930 год — 29 января начался снос часовни святого Николая. На её месте была установлена скульптура, изображающая рабочего. Впоследствии эту скульптуру заменили статуей Иосифа Сталина.
- 1931 год — 22 мая состоялась закладка здания Дворца науки и культуры на центральной площади Новосибирска. Позже проект был доработан и завершён как здание Новосибирского театра оперы и балета.
- 1935 год — 17 октября бюро Запсибкрайкома ВКП(б) приняло предложение новосибирского горкома КПСС о переименовании центральной площади города в площадь Сталина. Такое название она носила до 1961 года, после чего ей вернули имя Ленина.
- 1945 год — 12 мая оперой Михаила Глинки «Иван Сусанин» открывается Новосибирский театр оперы и балета.
- 1970 год — 5 ноября на площади Ленина открыта бронзовая скульптурная композиция, главным элементом которой является памятник вождю Октябрьской революции весом 10 тонн и высотой 6,5 метра. Справа — фигуры рабочего, солдата и крестьянина, которые символизируют движущие силы революции, слева — юноша с факелом и девушка с колосьями, символизирующие преемственность поколений.
- 1974 год — постановлением Совета министров РСФСР № 624 от 4 декабря памятник Ленину на одноимённой площади Новосибирска был взят под охрану государства. При этом остальные фигуры, составляющие скульптурную композицию, такого статуса не имеют.
- 1993 год — в рамках празднования 100-летия Новосибирска на Красном проспекте торжественно открыта восстановленная Часовня святого Николая. При этом находится на 50 метров ближе к набережной, так как на прежнем её месте был организован перекрёсток Красного проспекта и Октябрьской магистрали.

## Примечательные здания и сооружения

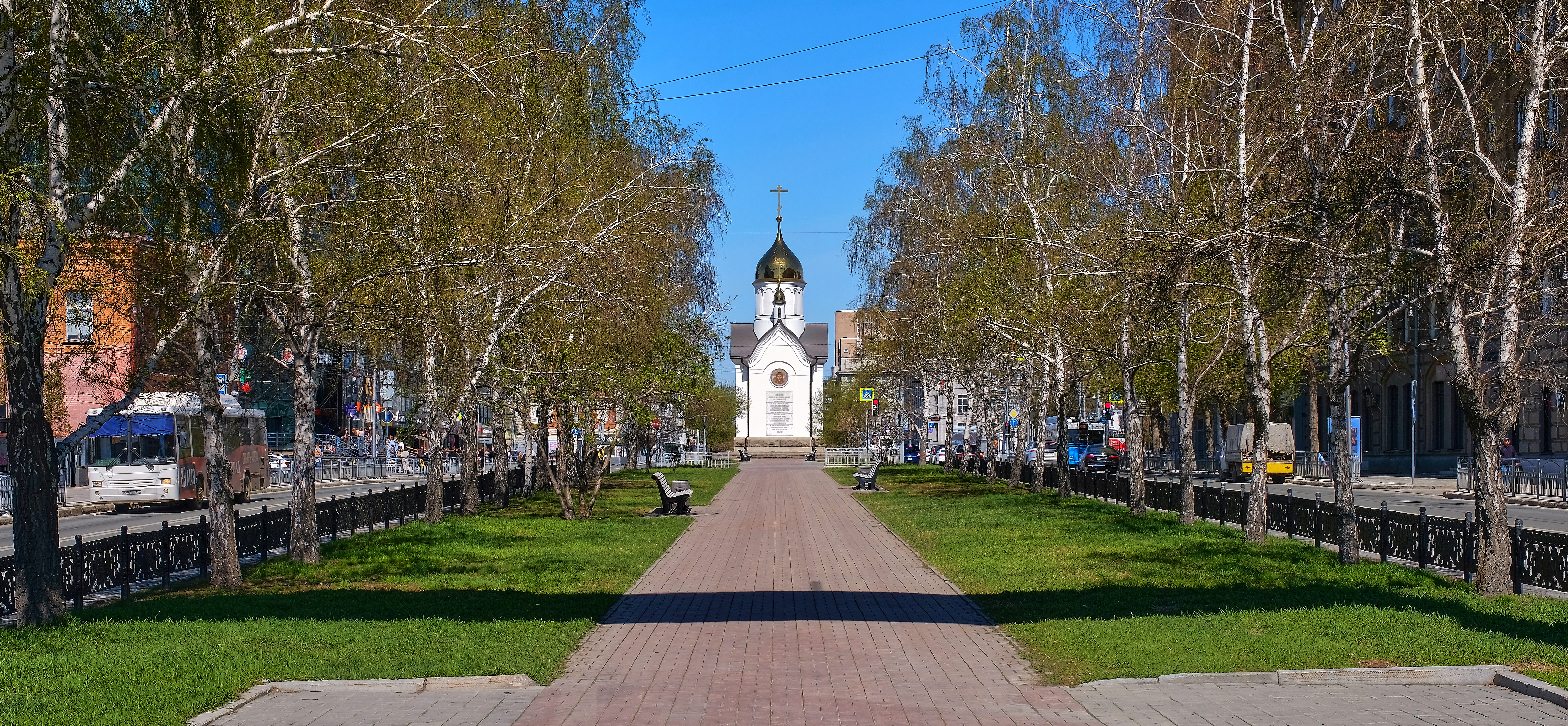
Часовня во имя Святителя и Чудотворца Николая (№ 17а)

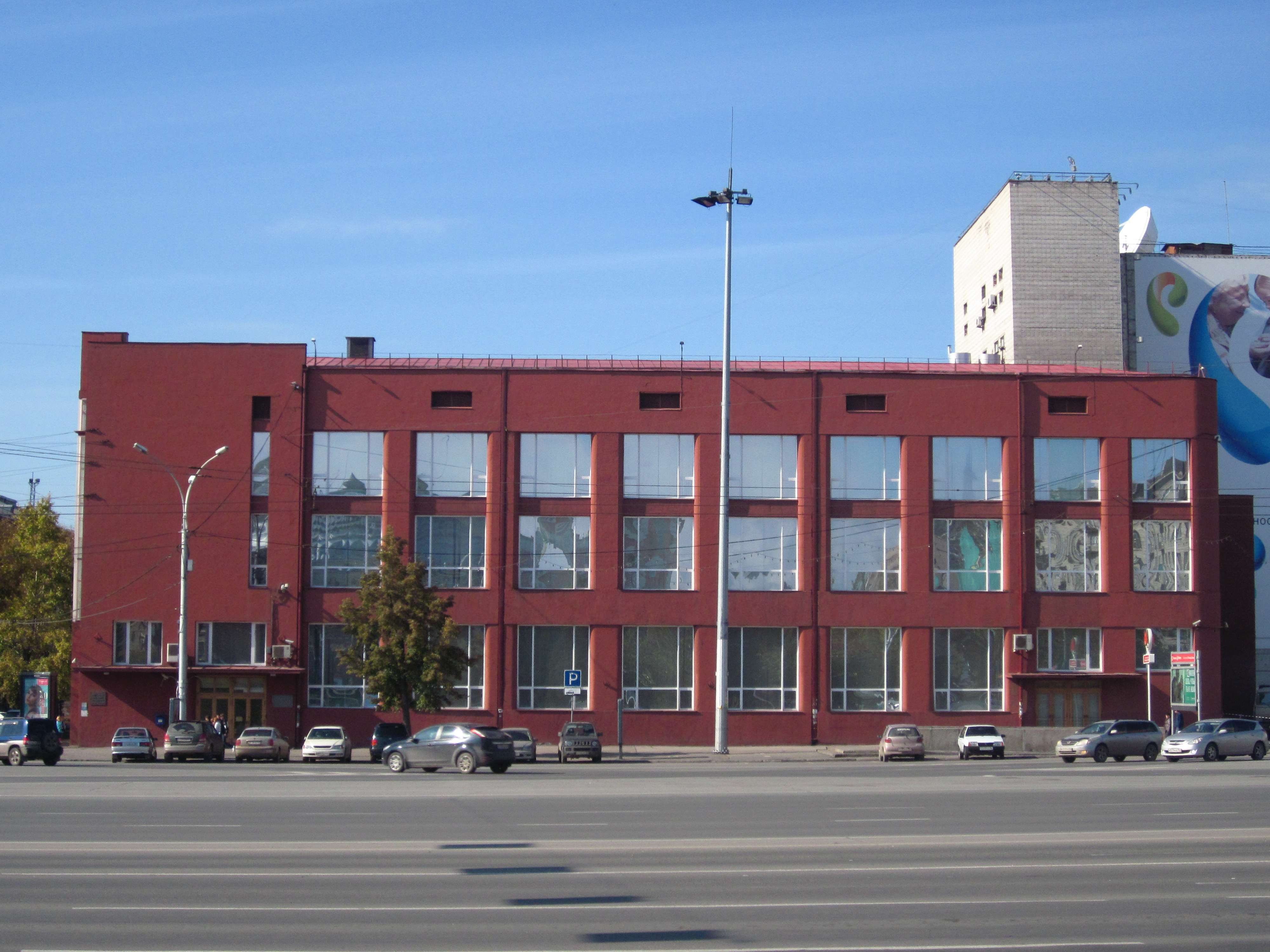
Здание Госбанка (№ 27), ныне — Сибирское главное управление Центрального банка Российской Федерации (ЦБ РФ) (Сибирское ГУ Банка России)

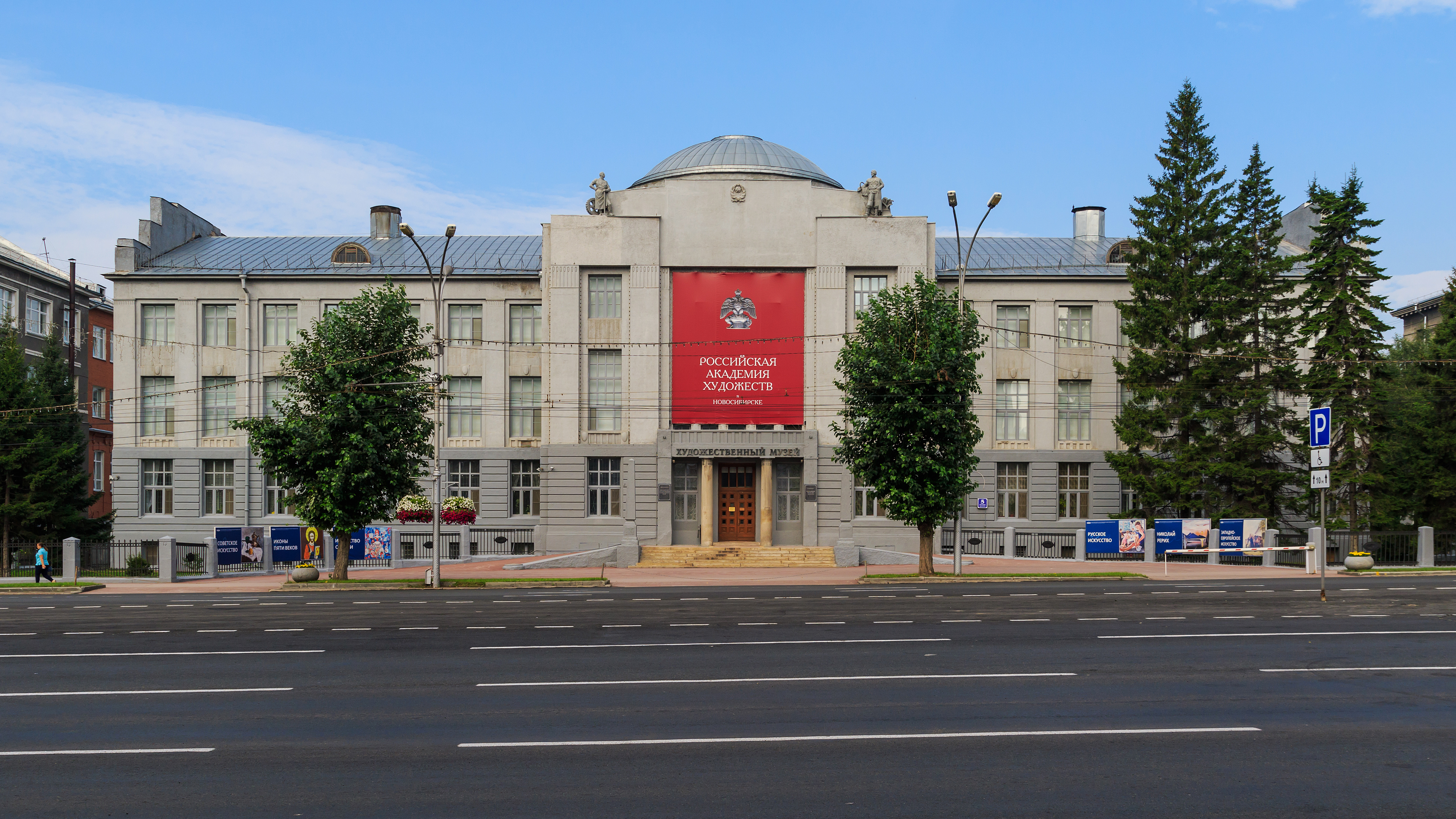
Здание Сибревкома

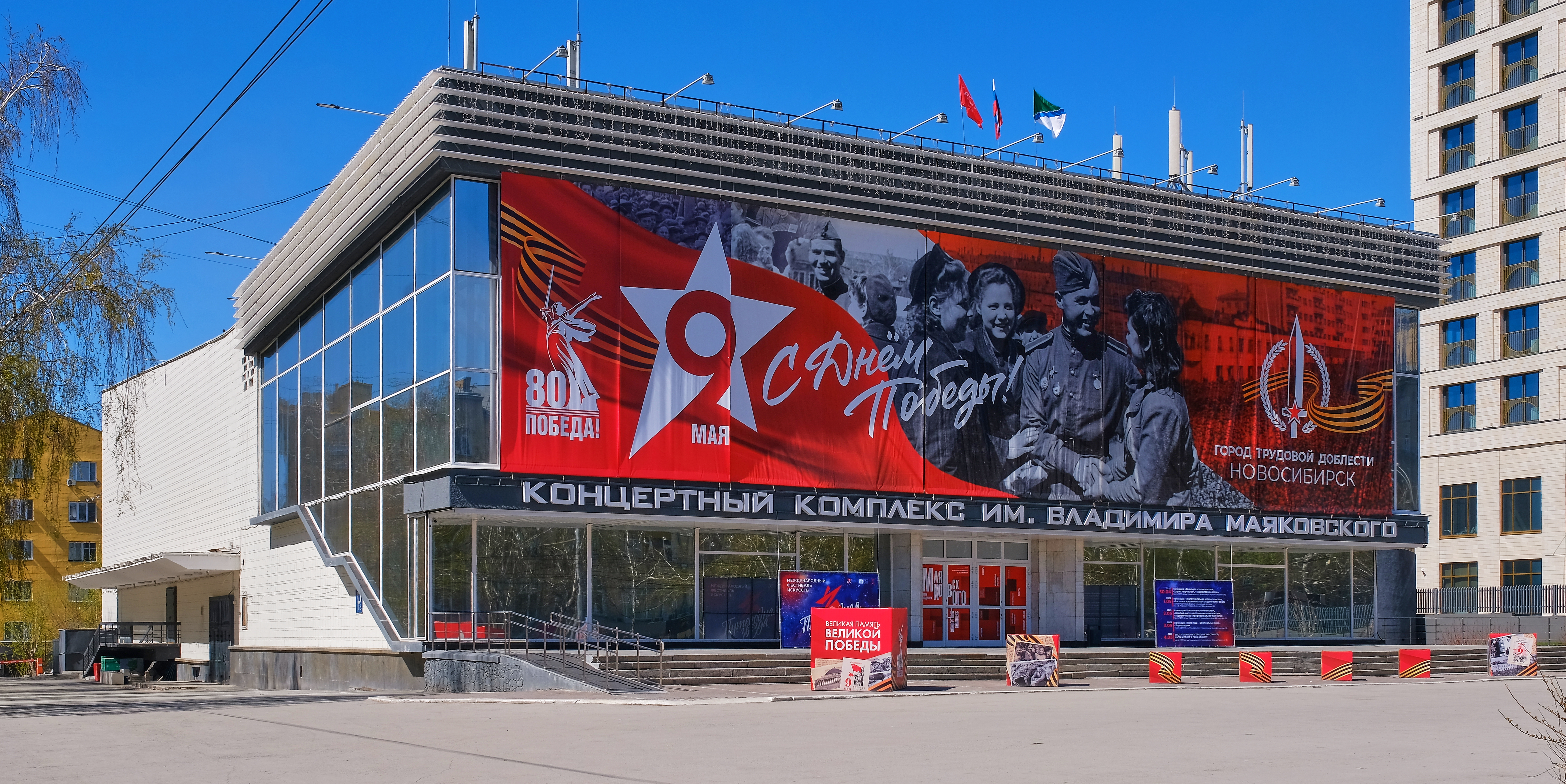
Концертный комплекс им. В. В. Маяковского (№ 15)

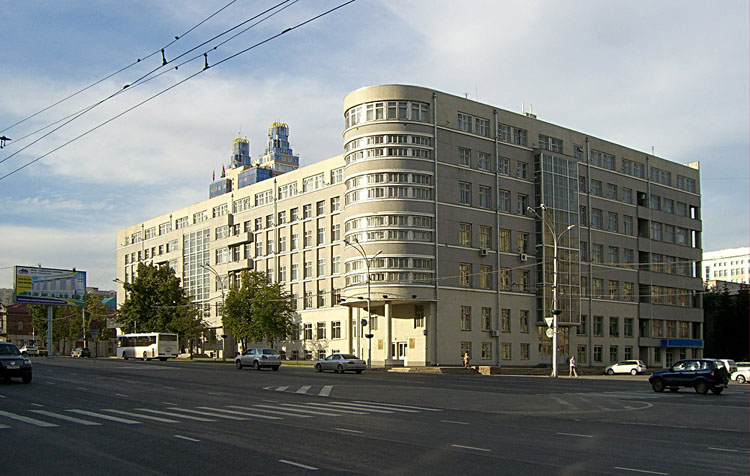
Здание Правительства Новосибирской области (№ 18)

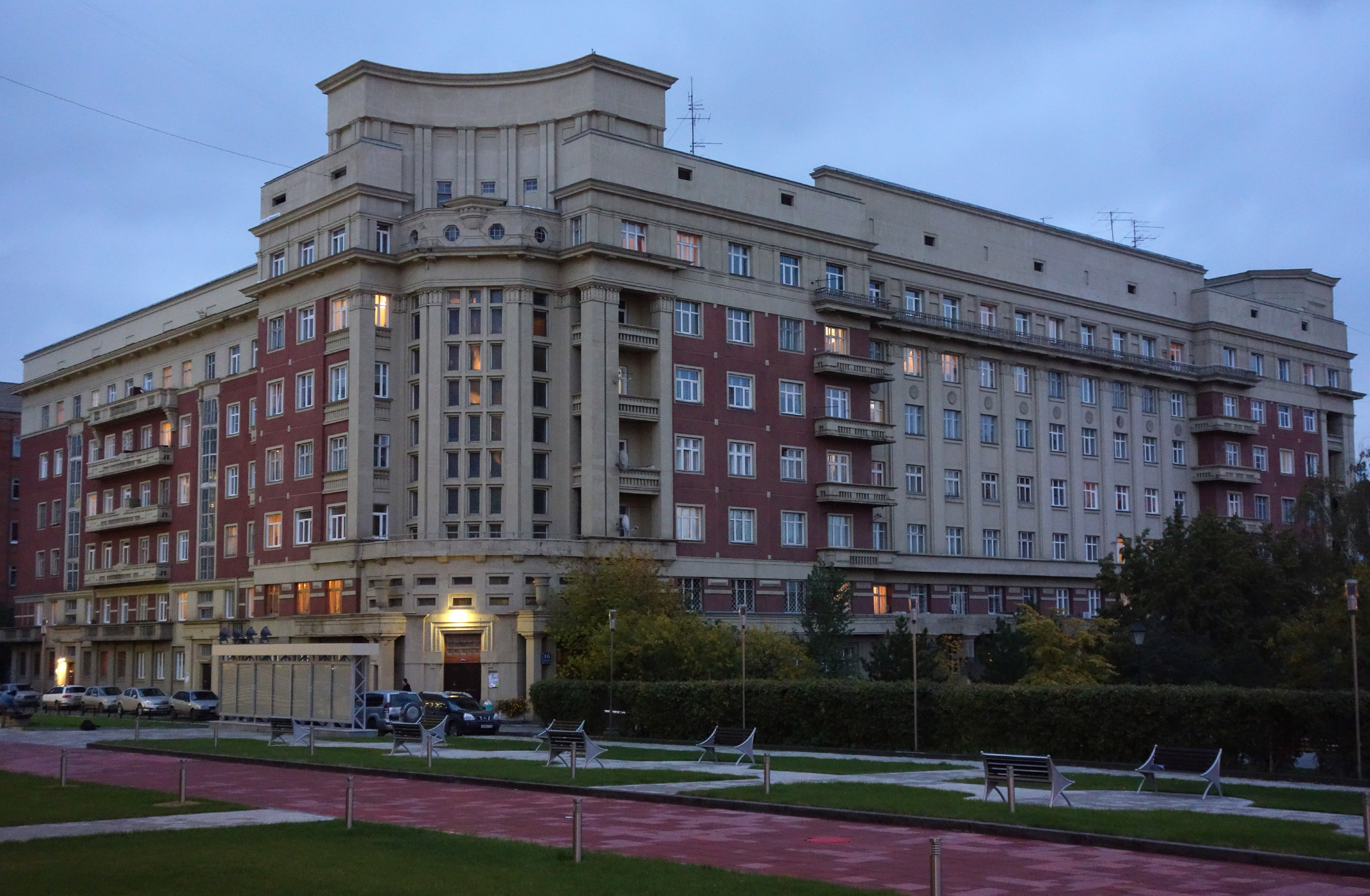
Стоквартирный дом

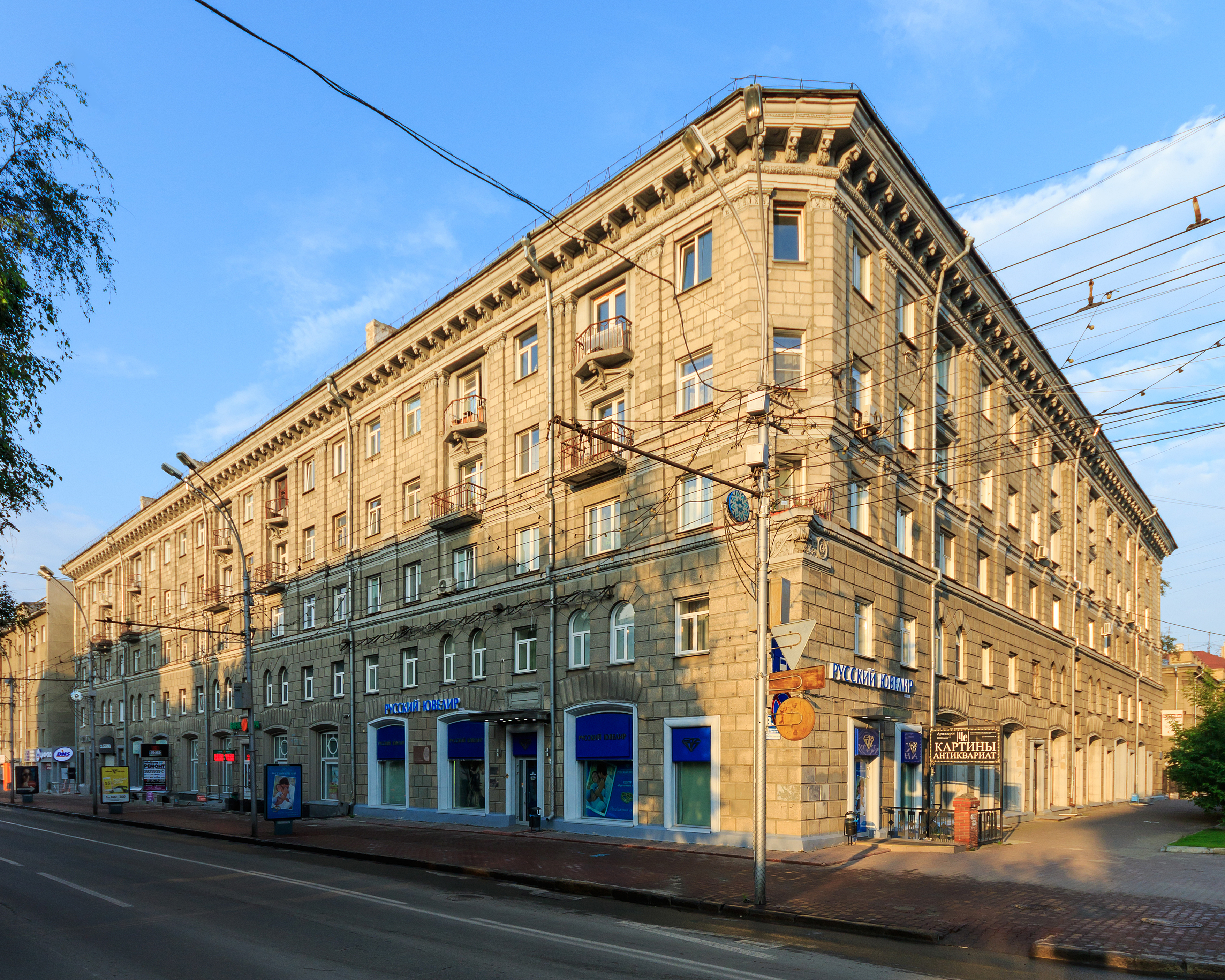
Дом № 33

- Красный проспект 1а (здание находится на пересечении ул. Советской и Красного проспекта) — Собор во имя Александра Невского

### По нечётной стороне
- № 1 — Здание треста «Запсибзолото» (1930—1932, архитектор А. И. Бобров; 1936, архитектор В. М. Тейтель, скульптор С. Р. Надольский — реконструкция, оформление фасадов). Изначально возведено в стилистике конструктивизма, затем оформлено накладным эклектичным декором (рустовка нижнего этажа, лопатки на высоту пяти этажей, рельефные розетки)[2].  памятник архитектуры.
- № 3 — Реальное училище имени Дома Романовых (1911—1912, архитекторы А. Д. Крячков, К. М. Лукашевский; 1928—1932 (надстройка третьего и четвёртого этажей и реконструкция под Областную больницу), архитекторы К. Е. Осипов, А. И. Бобров)[3],  памятник архитектуры (региональный)
- № 5 — Здание Сибревкома (1925—1926, архитектор А. Д. Крячков; 1950-е — пристройка корпуса по ул. Свердлова, архитекторы С. П. Скобликов, В. И. Нуждин)[4],  памятник архитектуры. Ныне — Новосибирский государственный художественный музей. Мемориальная доска Ф. С. Горячеву
- № 9 — Дом Ф. Д. Маштакова[5], построен в 1903 г., выполнен в стиле эклектики  памятник архитектуры (по некоторым сведениям в 1921 году в этом доме был расстрелян барон Унгерн)
- № 11 — Жилой дом Крайснабсбыта («Дом с часами») (1931—1934, архитекторы Б. А. Гордеев, С. П. Тургенев, Н. В. Никитин)[6]  памятник архитектуры
- № 13 — Жилой дом работников «Сибстройпути» (1932, архитектор И. Т. Воронов; 1933—1935, архитектор В. М. Тейтель — реконструкция, декорирование фасадов)[7]
- № 15 — Кинотеатр им. В. В. Маяковского (1968, архитекторы Г. П. Зильберман, Г. В. Гаврилов, на основе типового проекта). Построен на месте кинотеатра «Совкино» (1924, архитектор А. Д. Крячков)[8], ныне — Киноконцертный комплекс имени Маяковского.
- № 15/1 — Доходный дом Н. В. Бузолиной, построен в начале XX века, выполнен в стиле эклектики,  памятник архитектуры
- № 17а — Часовня во имя Святителя и Чудотворца Николая (1914, архитектор А. Д. Крячков; авторская реконструкция — 1993, архитектор П. А. Чернобровцев; роспись — 1993—1999, художник А. С. Чернобровцев)[9]
- № 23 — Здание городского торгового корпуса, ныне в нём расположен Новосибирский краеведческий музей, построено в 1909—1912 годах по проекту А. Д. Крячкова[10]. В дореволюционное время в здании располагались торговые помещения, городская дума и управа, казначейство, отделение Государственного банка Российской империи. В ночь с 13 на 14 (с 26 на 27) декабря 1917 года в большом зале Городского торгового корпуса на совместном заседании исполкома Советов рабочих и солдатских депутатов и исполкома уездного Совета крестьянских депутатов было принято решение о переходе власти в руки Советов.  памятник архитектуры (федеральный)
- № 25 — Здание Торгового дома (1925—1926, архитектор Д. Ф. Фридман; в 2000—2001 годах проведена реконструкция 2-3 этажей под галерею «Аркада» (архитекторы А. Бузыцкий, А. Арутюнов, О. Главацких)[11]. Постройка здания положила начало формированию площади Ленина в её современных границах, на первом этаже находились универмаг и кафе, на втором — торговый зал, банк и ресторан, на третьем и четвёртом — Центральная гостиница. Выполнено в стиле конструктивизма.  памятник архитектуры (федеральный)
- № 27 — Здание Госбанка (1928—1929, архитекторы Г. Б. Бархин, М. Г. Бархин, А. Д. Крячков; основа планировки — архитектор М. Я. Гинзбург)[12]  памятник архитектуры
- № 29 — Сибкрайсоюз, Новосибирский облпотребсоюз. Построено в 1926 году по проекту А. Д. Крячкова[13].  памятник архитектуры
- № 31 — Жилой дом, построен в 1928—1930 годах, представляет собой типичную городскую застройку этого периода времени.  памятник архитектуры
- № 33 — Жилой дом, построен в 1950-х годах в стиле классицизма.  памятник архитектуры
- № 41 — Управление Федеральной службы по техническому и экспортному контролю по Сибирскому федеральному округу
- № 49—51 — Жилой комплекс кооператива «Кузбассуголь» (1931—1933, архитекторы Д. М. Агеев, Б. А. Биткин, Б. А. Гордеев)[14]. Комплекс состоит из шести жилых домов и школы.  памятник архитектуры
- № 53 — Здание Штаба Сибирского военного округа (1934—1936, архитекторы А. Н. Ширяев, Венгеров)[11],  памятник архитектуры
- № 57 — Жилой дом, построен в 1933 году в стиле конструктивизма с декоративными классицистическими элементами.  памятник архитектуры
- № 59 — Жилой дом офицеров Красной Армии (1931—1933, архитектор А. И. Бобров)[15]
- № 63 — Дом инвалидов Сибири (Дом офицеров Сибирского военного округа) (1915—1917, архитектор А. Д. Крячков; 1926—1928 (завершение строительства), архитектор Б. М. Блажовский; 1943—1944 (пристройка по ул. Гоголя), архитектор П. И. Сафонов; 1974 — реконструкция)[16]. Был задуман как приют для воинов-инвалидов, получивших ранения на полях русско-японской войны.  памятник архитектуры (федеральный)
- № 67 — Сибирский НИИ геологии, геофизики и минерального сырья
- № 75 — Общежитие Новосибирской государственной академии водного транспорта (НГАВТ)
- № 101 — Торгово-развлекательный центр «Ройял Парк»
- № 157/1 — Дом проектных институтов
- № 171/4 — Дом культуры «Энергия»

### По чётной стороне
- № 6 — Жилой дом Сибметалтреста (1929, архитектор Д. М. Агеев)[17]
- № 8 — Жилой дом средовой застройки Новосибирска (1930—х годов),  памятник архитектуры
- № 10 — Общежитие сотрудников Новосибирского отделения Торгово-промышленного банка СССР (1926—1927, архитектор И. А. Бурлаков)[18], постройка в стиле конструктивизма,  памятник архитектуры
- № 12 — Дом Сабурова (Дом товарищества «Доверие»), построен в 1908 г., является примером конторского здания, выполненного в электичной стилистике начала XX века,  памятник архитектуры (региональный)
- № 16 — Стоквартирный жилой дом работников крайисполкома (1934—1937, архитекторы А. Д. Крячков, В. С. Масленников)[19]
- № 18 — Здание Крайисполкома (1930—1932, архитекторы А. Д. Крячков (закладка, возведение до первого этажа), Б. А. Гордеев, С. П. Тургенев, конструкторы Н. В. Никитин, И. В. Косицин, К. К. Леонов)[20], ныне — Правительство Новосибирской области
- № 18/1 — Концертный зал имени Арнольда Каца (2013)
- № 22 — Дома купца И. Т. Сурикова и Молчанова, построены в начале XX века, в двух примыкающих друг к другу домах в 1917—1918 годах находились типографии первых революционных изданий Новониколаевска,  памятник архитектуры
- № 24 — Жилой дом, построен в 1925 году,  памятник архитектуры
- № 26 — Здание Русско-Азиатского банка, построено в начале XX века, первоначально в нём располагался Русско-Китайский банк (с 1906 года), затем туда переехал Русско-Азиатский банк (с 1910 года),  памятник архитектуры
- № 26а — Здание библиотеки (1927)[21]
- № 28 — Жилой комбинат «Динамо» с гостиницей (1930—1932, архитекторы Б. А. Гордеев, С. П. Тургенев, Н. В. Никитин)[22]
- № 30 — Дом НИИ-39 (Дом «Под строкой»), построен в 1953 году на пересечении Красного проспекта и Октябрьской магистрали, типичный представитель советской послевоенной архитектуры, выполнено в стиле классицизма,  памятник архитектуры
- № 32 — Дом Ленина (1924—1928, архитекторы И. А. Бурлаков, И. И. Загривко, М. С. Купцов; 1937, реконструкция интерьеров по проекту В. М. Оленева; 1940—1944, реконструкция под ТЮЗ по проекту В. М. Тейтеля)[23], ныне — Новосибирская государственная филармония.
- № 34 — Здание Промбанка (1925—1926, архитекторы А. В. Швидковский, Г. П. Гольц, С. Н. Кожин; реконструировано под горисполком в 1935—1954 годах архитекторами Н. С. Кузьминым, В. А. Добролюбовым)[24], ныне — Мэрия Новосибирска.
- № 36 — Дом науки и культуры (ныне — Новосибирский театр оперы и балета) (1941, арх. Т. Я. Бардт, М. И. Курилко, А. З. Гринберг и др.)[25]
- № 38 — Здание госучреждений («Сибирское подворье»), построено в 1923—1924 годах в стиле неоклассицизма по проекту А. Д. Крячкова, реконструировано под Плановый институт в 1933—1936 годах архитектором С. М. Игнатовичем[26]. Ныне в здании располагается Новосибирская государственная архитектурно-художественная академия (НГАХА).  памятник архитектуры (федеральный)
- № 44 — Дом Аэрофлота, построен в 1933 году[15] в стиле конструктивизма с элементами неоклассицизма.  памятник архитектуры
- № 46 — Здание облсберкассы, построено в 1936 году, ныне в здании располагается отделение Сбербанка.  памятник архитектуры
- № 48 — Здание гимназии № 1
- № 50 — Дом быта
- № 52 — Новосибирский государственный медицинский университет (НГМУ), главный корпус
- № 54 — Институт горного дела СО РАН
- № 56 — Жилой дом Облплана (изначально КрайФУ и Крайплана) (1935—1939, архитектор Н. С. Кузьмин). В стилистике здания отразился этап перехода архитектуры от конструктивизма к классическому наследию[27].  памятник архитектуры
- № 60 — Жилой дом, построен в 1950-х годах.  памятник архитектуры
- № 62 — Жилой дом ИТР «Трикотажстроя» («Генеральский дом»; жилой дом СибВО) (1937—1941, архитектор К. Е. Осипов). В архитектуре дома прослеживается тема «ренессансного палаццо»[28].  памятник архитектуры
- № 68 — Дворец бракосочетаний
- № 72 — Новосибирский авиационный технический колледж
- № 78 — Жилой дом, построен в 1955 году в стиле неоклассицизма.  памятник архитектуры
- № 82 — Совнархоз. Ныне используется как бизнес-центр.  памятник архитектуры
- № 84 — Академия ФСБ РФ
- № 165/1 — Дворец культуры «Прогресс»
- № 184 — Новосибирский градостроительный проектный институт

## Транспорт
На Красном проспекте расположены станции метро «Площадь Ленина», «Красный проспект», «Гагаринская», «Заельцовская». По Красному проспекту проходят маршруты троллейбусов: 5, 10, 13, 36; автобусов: 3, 5, 8, 13, 15, 18, 21, 28, 32, 41, 46, 54, 75, 95, 97, 98, 189, 234, 258 и маршрутных такси: 1, 2, 8, 13, 25, 28, 44, 44А, 45.
Движение грузовых автомобилей, а также учебных автомобилей по Красному проспекту запрещено.

## Известные жители
- Герш Ицкович Будкер (1918—1977) — советский учёный-физик, академик АН СССР, основатель Института ядерной физики Сибирского отделения АН СССР. Жил в Стоквартирном доме.
- Борис Савельевич Галущак (1934—1999) — директор Новосибирского приборостроительного завода. Жил в Стоквартирном доме.
- Николай Демьянович Грицюк (1922—1976) — советский художник. Жил в Стоквартирном доме.
- Василий Ильич Клевцов (1909—1998) — лётчик-истребитель, генерал-майор авиации, Герой Советского Союза, участник Великой Отечественной войны, китайско-японской и советско-финской войн. Жил в доме № 62 с 1946 по 1998 год. На здании со стороны Красного проспекта установлена мемориальная доска[29]
- Александр Титович Логвиненко (1903—2000) — советский учёный-химик. Жил на Красном проспекте № 56 с 1951 по 2000 год. На здании установлена мемориальная доска[30].
- Михаил Иванович Меньшиков (1922—1988) — советский скульптор, член Союза художников СССР (1955). Жил в доме № 159 по Красному проспекту. В память о Меньшикове на здании установлена мемориальная доска[31].
- Василий Васильевич Меркурьев (1904—1978) — советский актёр театра и кино, театральный режиссёр. Жил в Стоквартирном доме после эвакуации из блокадного Ленинграда.
- Евгений Николаевич Мешалкин (1916—1997) — известный советский российский кардиолог и кардиохирург. Жил в Стоквартирном доме.
- Евгений Александрович Мравинский (1903—1988) — советский дирижёр. Жил в Стоквартирном доме после эвакуации из блокадного Ленинграда.
- Владимир Михайлович Мыш (1873—1947) — русский и советский хирург. Жил в Стоквартирном доме.
- Андрей Порфирьевич Новиков (1909—1979) — советский композитор, хоровой дирижёр и педагог. Жил в доме № 56 с 1972 по 1979 год. На здании установлена мемориальная доска[32]
- Николай Константинович Симонов (1901—1973) — советский актёр театра и кино, театральный режиссёр. Жил в Стоквартирном доме после эвакуации из блокадного Ленинграда.
- Иван Васильевич Титков (1905—1993) — советский и российский живописец, график, народный художник РСФСР. Жил в доме № 30 по Красному проспекту[33].
- Александр Иванович Тихонов (род. в 1947) — советский биатлонист, четырёхкратный олимпийский чемпион и серебряный призёр зимних Олимпийских игр 1968 года в Гренобле. Жил в Стоквартирном доме.
- Яков Лейбович Цивьян (1920—1987) — советский хирург, ортопед-травматолог, основоположник советской школы вертебрологии. Жил в Стоквартирном доме.
- Николай Константинович Черкасов (1903—1966) — советский актёр театра и кино. Жил в Стоквартирном доме после эвакуации из блокадного Ленинграда.